# Yacuma
Yacuma é uma província da Bolívia localizada no departamento de El Beni, sua capital é a cidade de Santa Ana.